# Max von Schlebrügge
Max Walter Sebastian von Schlebrügge (ur. 1 lutego 1977 w Sztokholmie) – szwedzki piłkarz występujący na pozycji obrońcy. 

## Kariera klubowa
Von Schlebrügge seniorską karierę rozpoczynał w 1996 roku w pierwszoligowym klubie AIK Fotboll. W jego barwach zagrał jeden raz. W tym samym roku rozpoczął studia na amerykańskiej uczelni Florida Atlantic University, gdzie reprezentował barwy tamtejszej drużyny piłkarskiej Florida Atlantic Owls.
W 1998 roku wrócił do Szwecji, gdzie został graczem drugoligowego IF Brommapojkarna. Występował tam przez 4 sezony. W 2002 roku przeszedł do mistrza Szwecji, Hammarby IF. W 2003 roku wywalczył z zespołem wicemistrzostwo Szwecji. Przez 5 sezonów w barwach Hammarby rozegrał 101 spotkań i zdobył 8 bramek.
W 2007 roku von Schlebrügge podpisał kontrakt z belgijskim Anderlechtem. W Eerste klasse zadebiutował 11 marca 2007 roku w zremisowanym 1:1 pojedynku z KRC Genk. W tym samym roku zdobył z klubem mistrzostwo Belgii oraz Superpuchar Belgii.
Na początku 2008 roku von Schlebrügge opuścił Belgię i przeniósł się do duńskiego Brøndby IF. W Superligaen pierwszy mecz zaliczył 16 marca 2008 roku przeciwko Randers FC (3:1). W tym samym roku zdobył z zespołem Puchar Danii. Na początku 2012 roku wrócił do Hammarby IF, grającego teraz w drugiej lidze.
| Sezon   | Klub                  | Kraj              | Rozgrywki       | Mecze | Bramki |
| ------- | --------------------- | ----------------- | --------------- | ----- | ------ |
| 1996    | AIK Fotboll           | Szwecja           | Allsvenskan     | 1     | 0      |
| 1997    | Florida Atlantic Owls | Stany Zjednoczone | NCAA Division I | ?     | ?      |
| 1998    | Florida Atlantic Owls | Stany Zjednoczone | NCAA Division I | ?     | ?      |
| 1998    | IF Brommapojkarna     | Szwecja           | Superettan      | 16    | 2      |
| 1999    | IF Brommapojkarna     | Szwecja           | Superettan      | 24    | 0      |
| 2000    | IF Brommapojkarna     | Szwecja           | Superettan      | 20    | 4      |
| 2001    | IF Brommapojkarna     | Szwecja           | Superettan      | 20    | 2      |
| 2002    | Hammarby IF           | Szwecja           | Allsvenskan     | 15    | 0      |
| 2003    | Hammarby IF           | Szwecja           | Allsvenskan     | 24    | 1      |
| 2004    | Hammarby IF           | Szwecja           | Allsvenskan     | 19    | 3      |
| 2005    | Hammarby IF           | Szwecja           | Allsvenskan     | 22    | 1      |
| 2006    | Hammarby IF           | Szwecja           | Allsvenskan     | 21    | 3      |
| 2006/07 | RSC Anderlecht        | Belgia            | Eerste klasse   | 6     | 0      |
| 2007/08 | RSC Anderlecht        | Belgia            | Eerste klasse   | 2     | 1      |
| 2007/08 | Brøndby IF            | Dania             | Superligaen     | 14    | 1      |
| 2008/09 | Brøndby IF            | Dania             | Superligaen     | 31    | 3      |
| 2009/10 | Brøndby IF            | Dania             | Superligaen     | 19    | 2      |
| 2010/11 | Brøndby IF            | Dania             | Superligaen     | 21    | 0      |
| 2011/12 | Brøndby IF            | Dania             | Superligaen     | 1     | 1      |
| 2012    | Hammarby IF           | Szwecja           | Superettan      | 7     | 2      |
| 2013    | Hammarby IF           | Szwecja           | Superettan      | 13    | 1      |

## Kariera reprezentacyjna
W reprezentacji Szwecji von Schlebrügge zadebiutował 18 listopada 2003 roku w przegranym 0:1 towarzyskim meczu z Egiptem. W latach 2003–2009 w drużynie narodowej rozegrał 10 spotkań.